# 日照

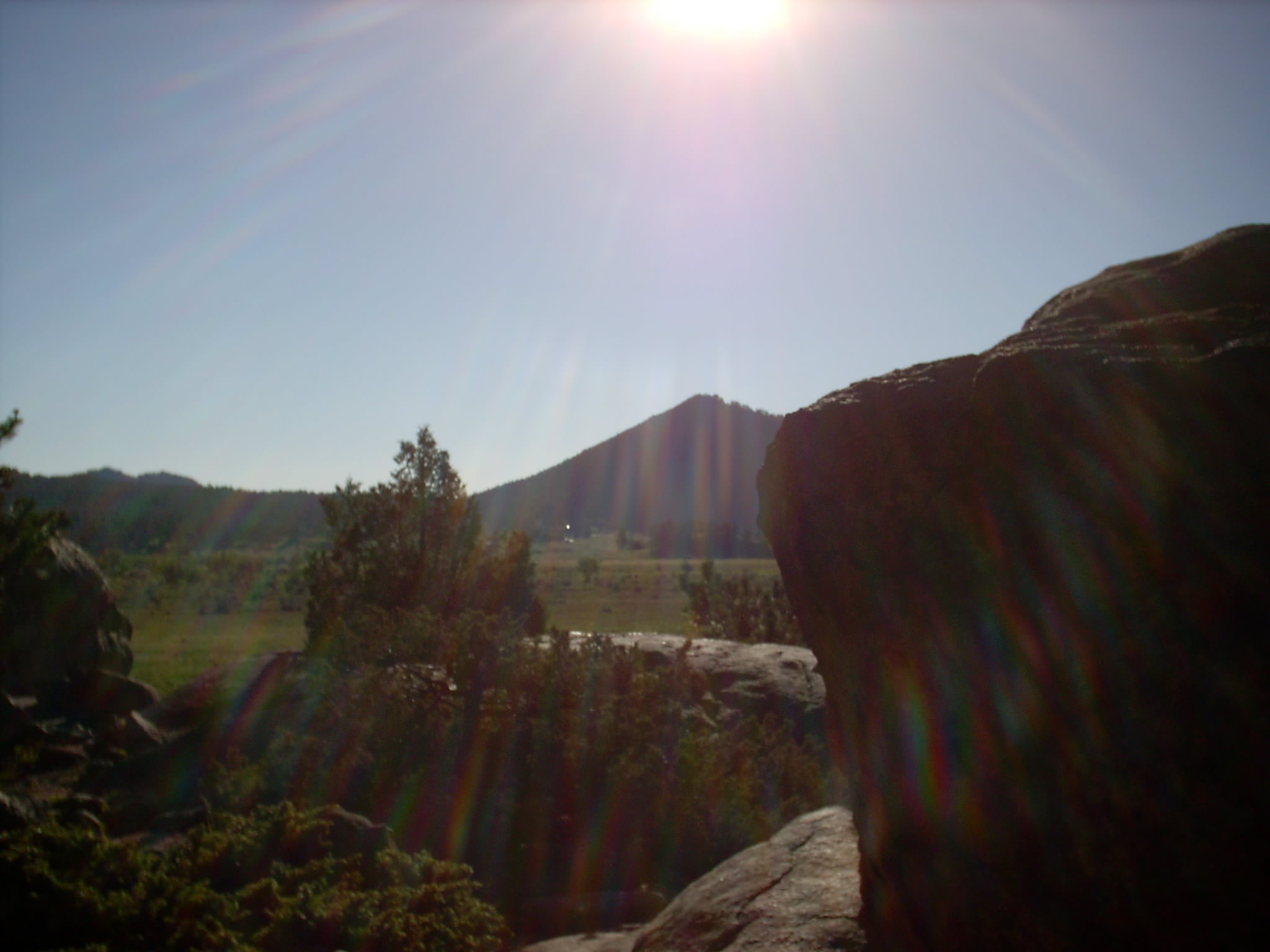
地上に届く太陽の光（アメリカ・コロラド州）

日照（にっしょう）は、太陽光の直射光（直射日光）が地表に当たっている状態のことである。日照時間等の観測においては、1平方メートルあたり120ワット以上の直射光が当たっている場合を指し、これは影が観察される程度の光である。

## 日照観測
日照計が直達日射のみを観測対象にしているのに対し、日射計は散乱日射も対象にしているため、日照計の観測時間と日射計の120ワット以上の観測した時間の合計は必ずしも一致しない。さらに、全天日射計と直達日射計など、日射計の種類によっても値が変わるため、注意が必要である。